# Midge Point
Midge Point – miasto w Australii, w stanie Queensland, nad Oceanem Spokojnym.